# Классификация рек России по величине
В России принята следующая классификация рек по величине:
- Большими реками называются равнинные реки, имеющие бассейн площадью более 50000 км2, а также реки преимущественно горные с площадью водосбора более 30000 км2. Как правило, их бассейны располагаются в нескольких географических зонах, а гидрологический режим не свойственен для рек каждой географической зоны в отдельности.

- Средними реками называются равнинные реки, бассейны которых располагаются в одной гидрографической зоне, имеющие площадь от 2000 до 50000 км2, гидрологический режим которых свойственен для рек этой зоны.

- Малыми реками называются реки, бассейны которых располагаются в одной гидрографической зоне, имеют площадь не более 2000 км2 и гидрологический режим которых под влиянием местных факторов может быть не свойственен для рек этой зоны.